# Centipede
Centipede é um jogo de videogame para arcade produzido pela Atari em 1980. O jogo foi criado por Dona Bailey. O jogo consiste em matar a centopeia.

## Em outras mídias
No filme Pixels, Centipede é um dos desafios que os jogadores devem jogar para passar para outro nivel.

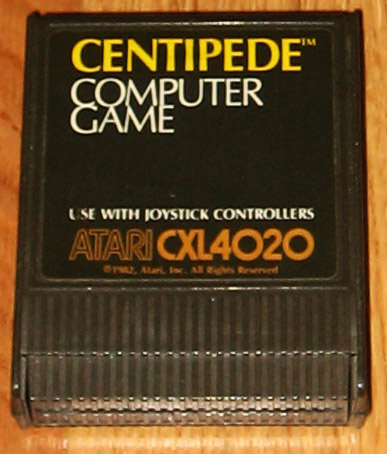
cartucho para computadores Atari 8-bit (1982)